# Jerzy Kaliszan
Jerzy Wojciech Kaliszan (ur. 22 stycznia 1947 w Pogorzelicy, zm. 1 października 2019 w Poznaniu) – polski językoznawca, prof. zw. dr hab.

## Życiorys
Syn Józefa i Heleny. 
Absolwent Liceum Ogólnokształcącego im. Stanisława Staszica w Pleszewie.
W 1972 roku ukończył filologię rosyjską na Uniwersytecie im. Adama Mickiewicza w Poznaniu i w tym samym roku został zatrudniony na tej samej uczelni. W 1977 roku obronił pracę doktorską, a w 1986 uzyskał stopień doktora habilitowanego. W 1997 roku uzyskał tytuł naukowy profesora, a w 2001 roku stanowisko profesora zwyczajnego. Pracował w Instytucie Filologii Rosyjskiej i Ukraińskiej na Wydziale Neofilologii Uniwersytetu im. Adama Mickiewicza w Poznaniu. W czasie pracy na UAM  przebywał na stażu naukowym na Uniwersytecie Warszawskim (1976), Uniwersytecie Moskiewskim (1980/1981) oraz w Państwowym Instytucie Języka Rosyjskiego im. A.S. Puszkina w Moskwie (1989).
Pełnił funkcję wicedyrektora Instytutu Filologii Rosyjskiej UAM (1987-2007), kierownika Zakładu Języka Rosyjskiego Instytutu Filologii Rosyjskiej UAM (1991-1996, 2000-2018) i prodziekana na Wydziale Neofilologii Uniwersytetu im. Adama Mickiewicza w Poznaniu(1996-2002, 2008-2012), był redaktorem naukowym czasopisma "Studia Rossica Posnaniensia". 
W 1994 otrzymał Brązowy Krzyż Zasługi.
Zmarł 1 października 2019.